# Karl Boo
Karl Gustav Harald Boo, född 9 september 1918 i Bo församling, Örebro län, död 22 februari 1996 i By församling, Kopparbergs län, var en svensk politiker (centerpartist) och kommunminister 1979–1982.
Karl Boo tillhörde riksdagens andra kammare 1961–1970, representerande Centerpartiet i Kopparbergs läns valkrets. Han var även ledamot av enkammarriksdagen 1970–1988 samt förbundsordförande för Förbundet Vi Unga 1962–1967.